# Pediocactus winkleri
Pediocactus winkleri är en kaktusväxtart som beskrevs av K.D. Heil. Pediocactus winkleri ingår i släktet Pediocactus och familjen kaktusväxter. Inga underarter finns listade i Catalogue of Life.

## Bildgalleri

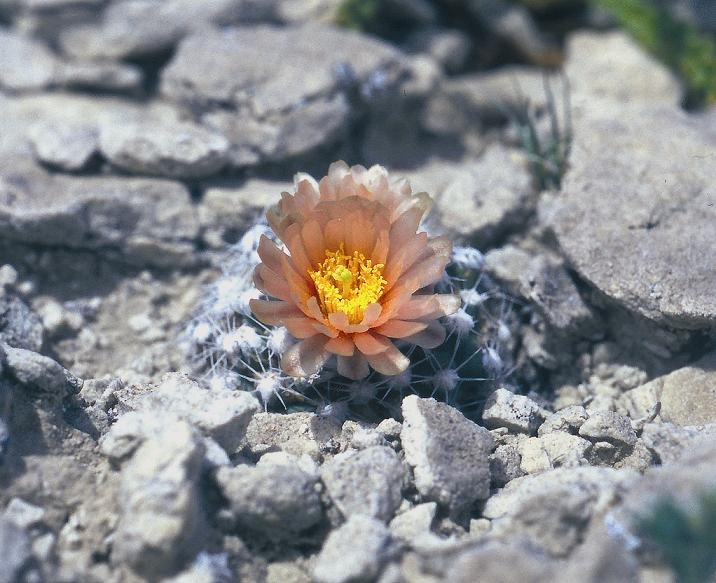
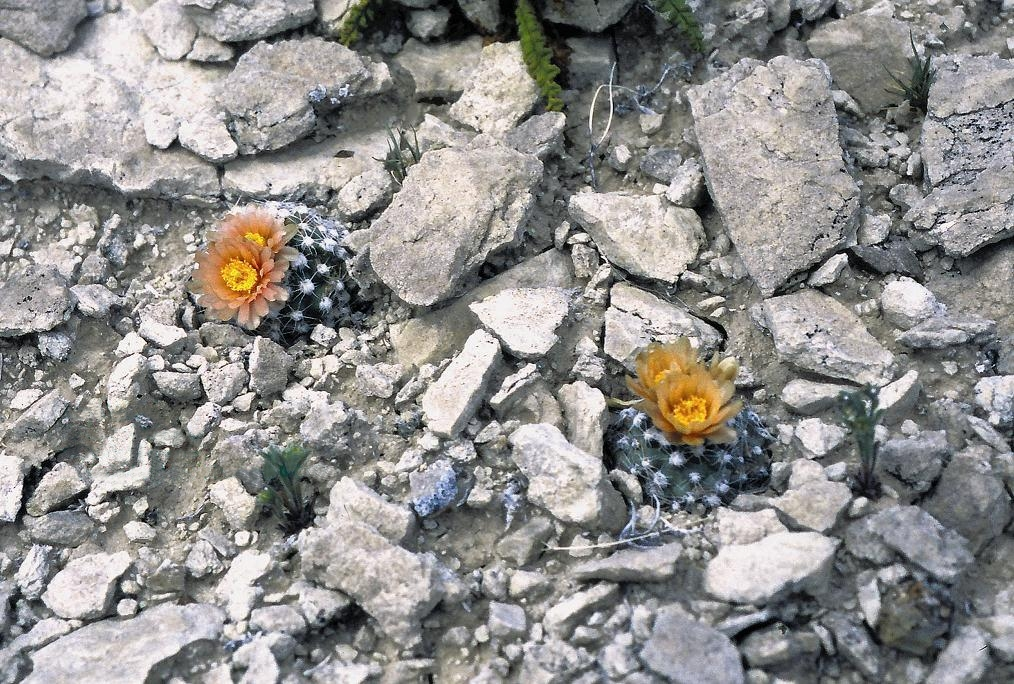
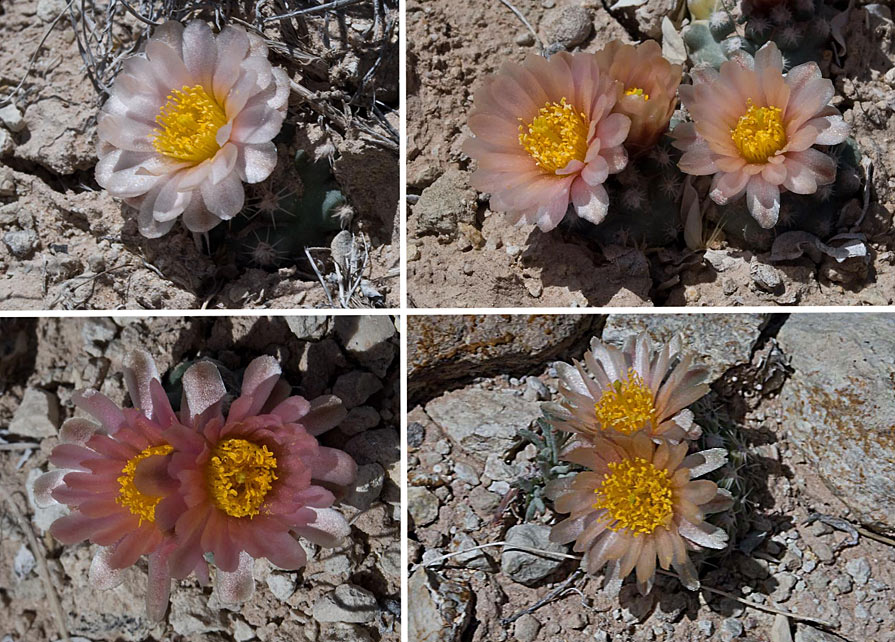
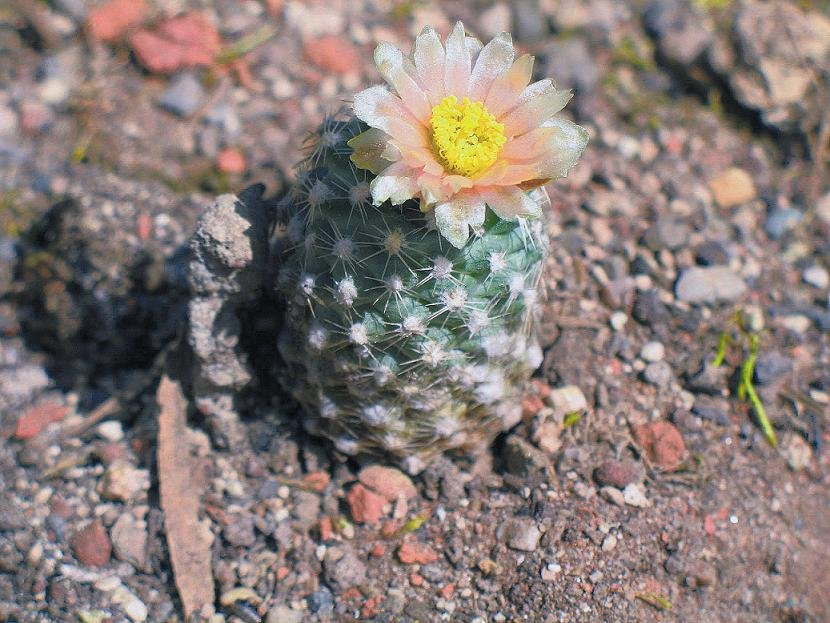
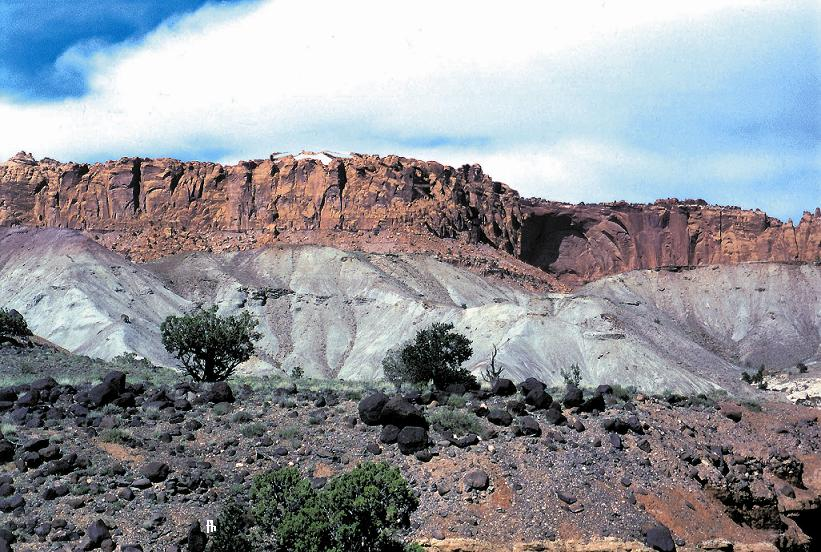
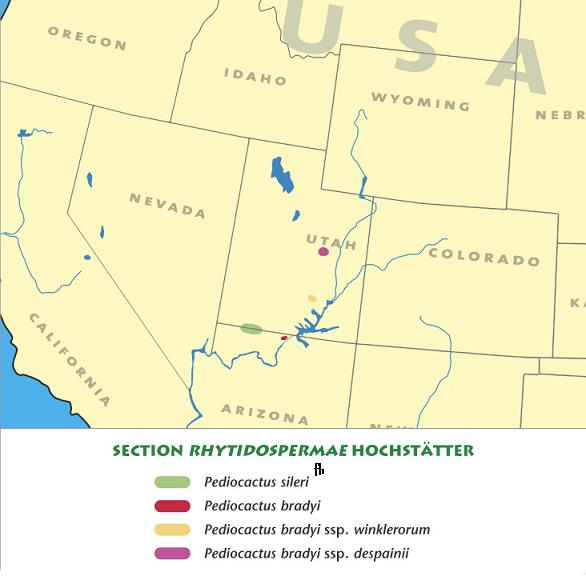